# Ispirazione (singolo)
Ispirazione è un singolo del rapper italiano Inoki, pubblicato il 12 febbraio 2021 come quarto estratto dal quinto album in studio Medioego.

## Descrizione
Il brano, prodotto da Chryverde, è tra i più pop rap del disco e ha visto la partecipazione vocale di Noemi, riguardo alla quale Inoki ha dichiarato:

## Video musicale
Il video, diretto da Attilio Cusani, è stato reso disponibile il 9 febbraio 2021 attraverso il canale YouTube del rapper.